# Afromevesia similis
Afromevesia similis là một loài tò vò trong họ Ichneumonidae.